# Котлас
Ко́тлас — город (с 1917 г.) в Архангельской области России. Административный центр Котласского района (в состав которого не входит) и городского округа Котлас. Расположен в районе впадения Вычегды в Малую Северную Двину, в 600 км от Архангельска. Через город проходит федеральная автодорога А-123.
Население — 55 614 чел. (2025).

## Этимология
Город изначально возник как посёлок при станции Котлас. Ойконим был образован по реке Котлас (через город также протекает река Котлашанка). В свою очередь, название реки имеет финно-угорское происхождение, о чем свидетельствует часть -лас, образовавшийся из -лакс (для сравнения в карел. laksi и вепс. laks — «залив»).
Местный краевед и исследователь Кузнецов А. В. сравнивает название города с топонимом Кетла, указывая, что формант -ла распространён в прибалтийско-финской топонимии в значении суффикса, обозначающего принадлежность к определённому месту (ср. Калевала, Похьёла). В финском языке keto — «луговина, поляна»; возможно, подобное слово было и в языке вепсов. В связи с этим «Котлас», возможно, означает «Луговой».

## История

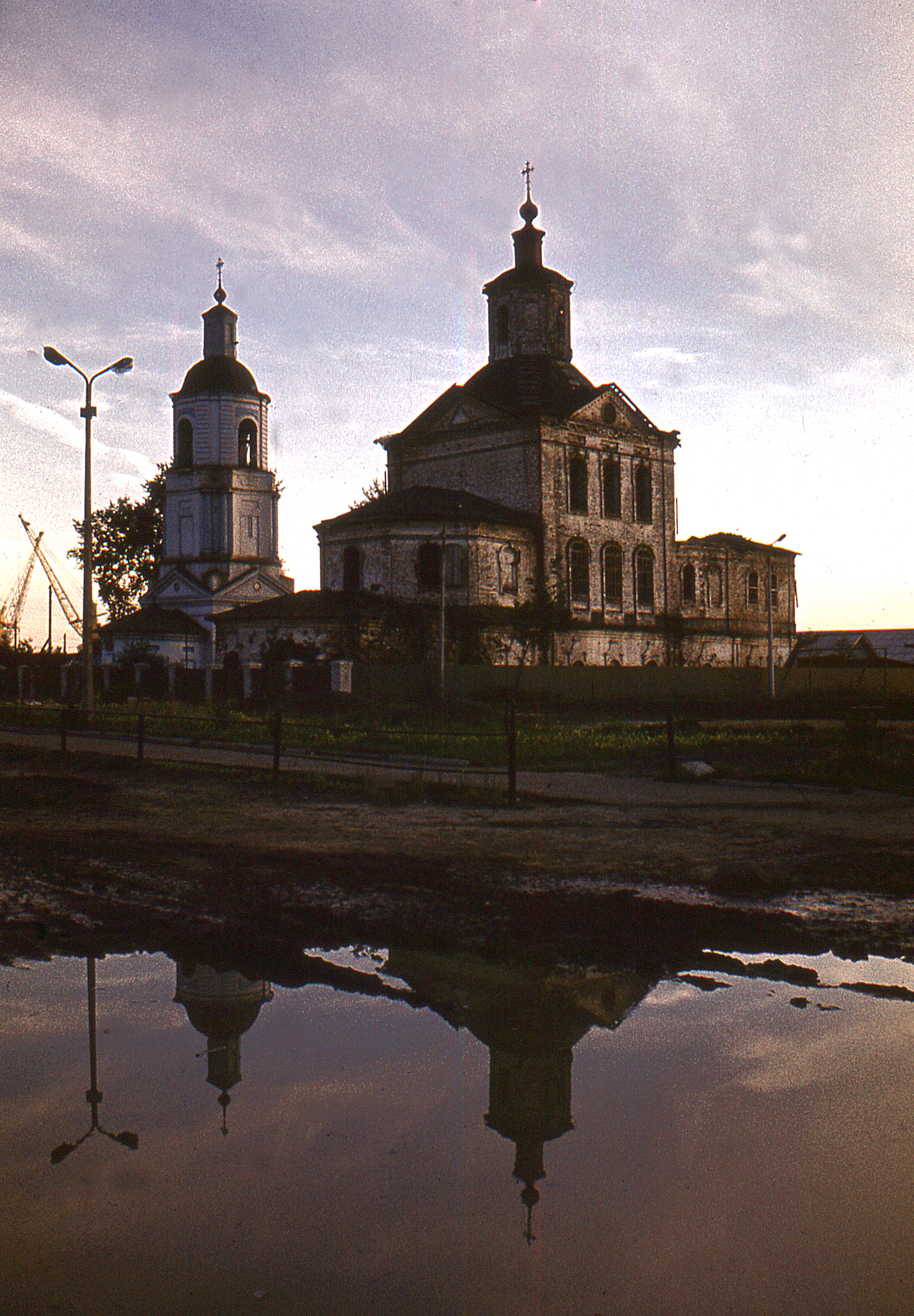
Котлас. Церкви дьякона Стефания и Св. Стефания Пермского. Фотография 1986. Обрушилась в 1988 году. В настоящее время отстроена заново

Первоначально вблизи современного Котласа находилось финно-угорское поселение Пырас. В публицистике XIX века указывается, что Пырас находился в устье Вычегды на месте Котласа. Небольшое зырянское селение Пырас в устье Вычегды существовало уже в XIV веке.

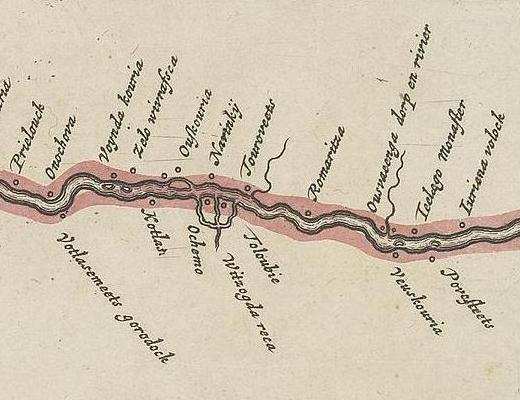
Фрагмент карты, изданной в Амстердаме в 1700 году

Именно здесь святой Стефан Пермский начал свою проповедь среди коми в 1379 году.
В Вычегодско-Вымской летописи имеется следующая запись:
«Лета 6887 (от Сотворения мира) иеромонах Стефан по прозванию Храп благословением епискупа Герасима иде в землю Пермскую на Вычегду на проповедь слова божия среди нечестивые племени пермян. Того лета начал Стефан у пермян на Пыросе и на Виляде и крести их святей вере»
Первое упоминание названия «Кодлас (Котлас)» относится к первой четверти XVII века в связи с попыткой братьев Андрея и Петра Семёновичей именитого рода Строгановых купить данное селение в личное пользование. Для этой цели ими была подписана Уговорная память, которую составил кабальный человек Петра Строганова Жданко Соломат. Точной датировки данный документ не имеет, но, судя по всему, относится к 1617—1625 годам. В соответствии с этим документом Кодлас должен был не только отойти к вотчине Строгановых, но и в дальнейшем войти в состав Сольвычегодского уезда. По всей вероятности, именно это и произошло с деревнями, оказавшимися чуть позже на территории Антоновского общества Метлинской волости.

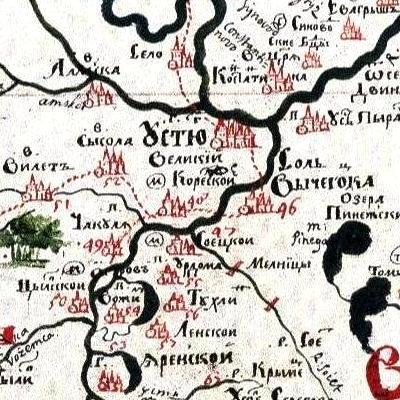
Усть-Пыра на карте 1701 года

В 1634 году на географических картах, напечатанных в Голландии, отмечен Котлас. Северная Двина в XVII веке была единственной водной артерией для иностранцев, чтобы попасть в Московию, и хорошо описана.
В 1697 году упоминалось название реки Котлас:

А межа той деревне от водочерпа по речке Нимянде, до зимней большия дороги, до звоза, и по зимней дороге пеперек с нижнего конца, в Котлас-речку, и вверх по Котласу до Чёрной руды

В дальнейшем река Котлас стала Котлашанкой.

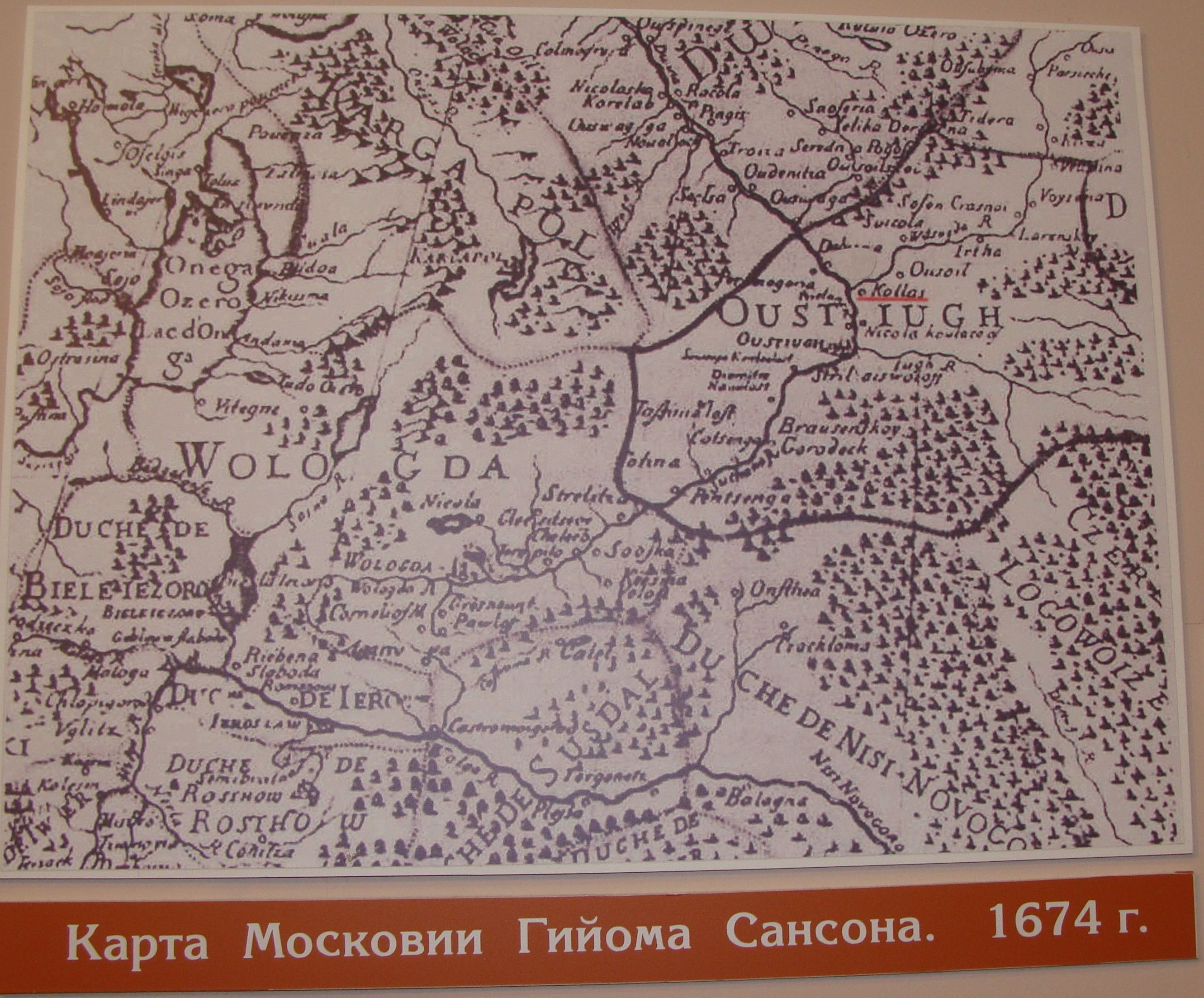

В 1674 году Котлас попадает на карту Русского царства французского картографа Гийома Сансона и обозначается как «Kotlas». Факт сам по себе интересный для истории, несмотря на то, что карта изобилует географическими ошибками. До постройки железной дороги это место имело малое экономическое значение. Здесь не было пароходной пристани, которая находилась на противоположном берегу, у деревни Усть-Курья.
В 1677 году в Амстердаме вышла в свет книга богатого нидерландского купца Бальтазара Койэтта, в которой описывается путь от Архангельска до Вологды по рекам Северной Двине и Сухоне. В ней упоминается Пырас.

Когда мы проехали мимо Комарицы и Туровецкой 11 октября 1675 года, здесь нам подул сносный ветер, который помог нам через большую часть мелей у Пыраса, некоего места, лежащего верстах 30 или 40, то есть 7 миль от Устюга… 12 октября пришли к разным деревням, лежавшим по обе стороны пути. По левую сторону лежало очень большое село Вотлажемское-Пречистенское, где мы простояли весь день и следующую ночь. Дело было в том, что смотритель лодки с лошадьми пришёл утром к его превосходительству и сообщил, что лодка с лошадьми засела на Пырасе, где глубина воды была не более 4 пяденей.

В 1697 в Париже вышла более точная карта «Владений Царя, Гранд Дюка Белой Руси и Московии», где Котлас и его окрестности помечены уже весьма точно. Это уже не та старая карта Гийома Сансона, а гораздо более уточнённая её версия.  Оригинал этой карты является частью частной коллекции, экспонированной впервые в 2019 году в Историческом музее Минска.

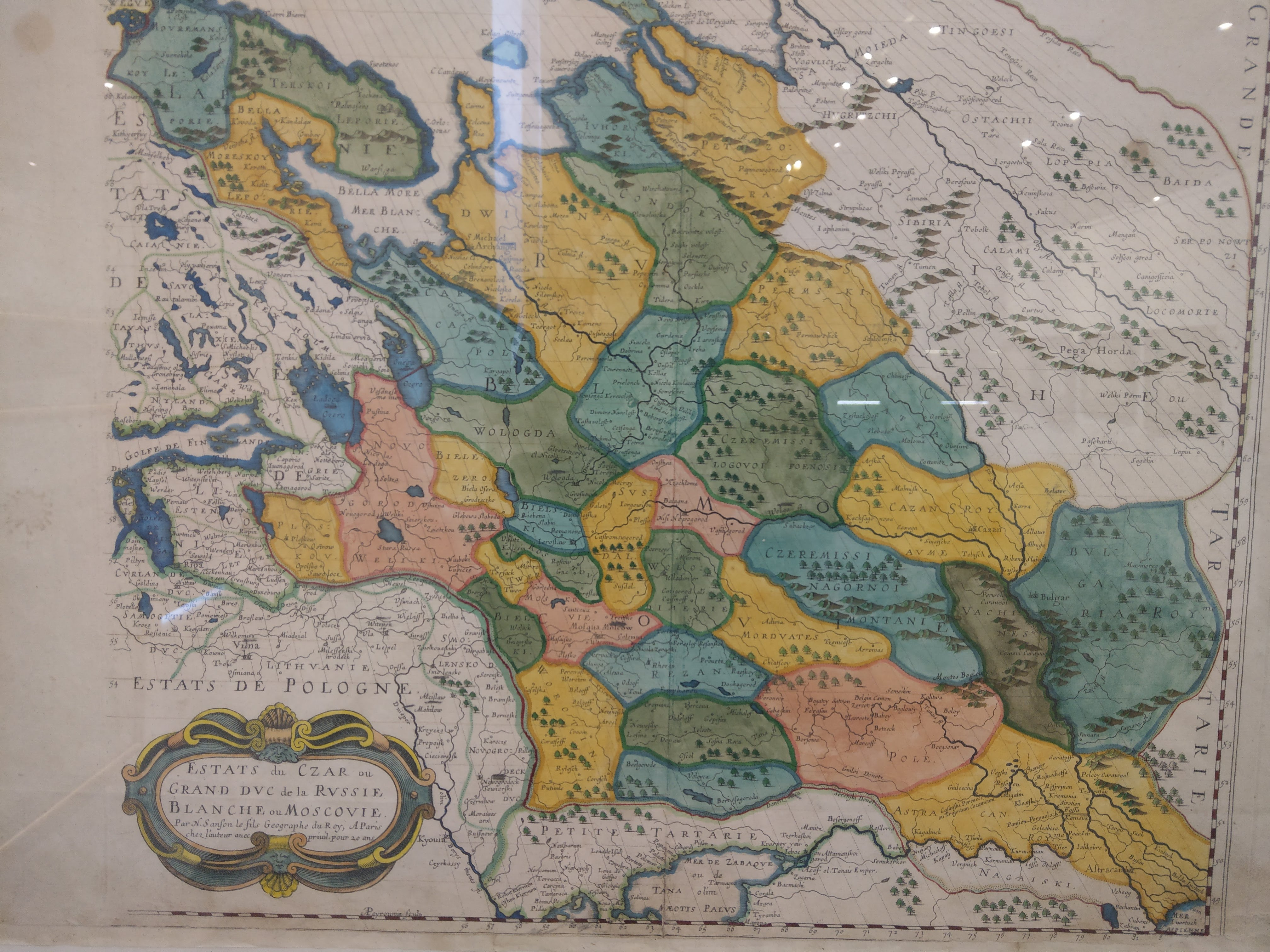
Котлас на карте "Владений Царя, Гранд Дюка Белой Руси и Московии" 1697 года

Академик И. И. Лепёхин, в 1768—1772 гг. путешествовавший по Уралу, Поволжью, Западной Сибири и русскому Северу писал о зырянском названии в устье Вычегды «волость Усть-Пырас».
Возможно, что Пырас понятие собирательное, означающее местность слияния рек, отмелей, на территории которого была деревня Котлас с погостом Стефана Архидиакона.

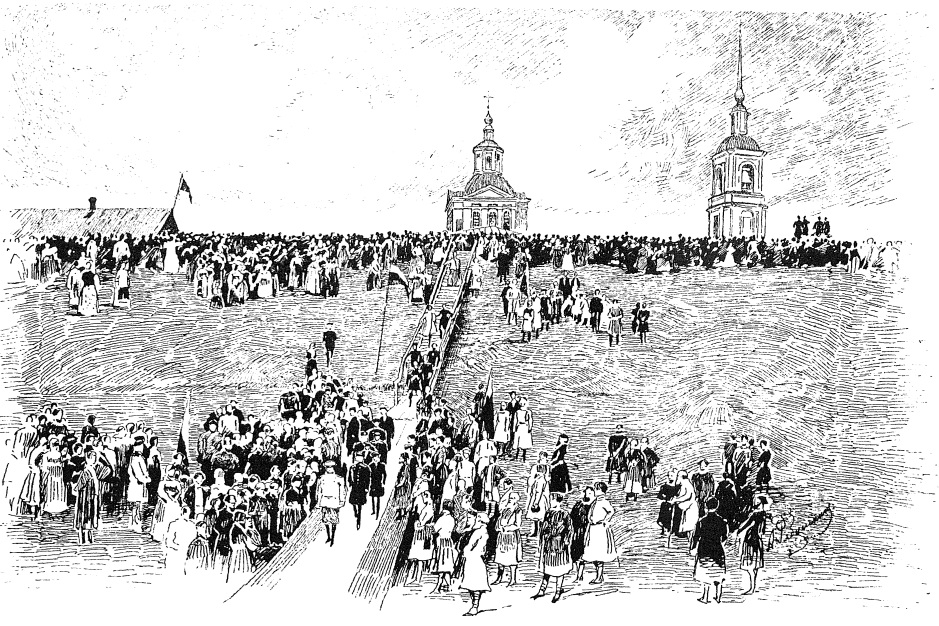
Его Высочество возвращается на пароход, 1885 г.
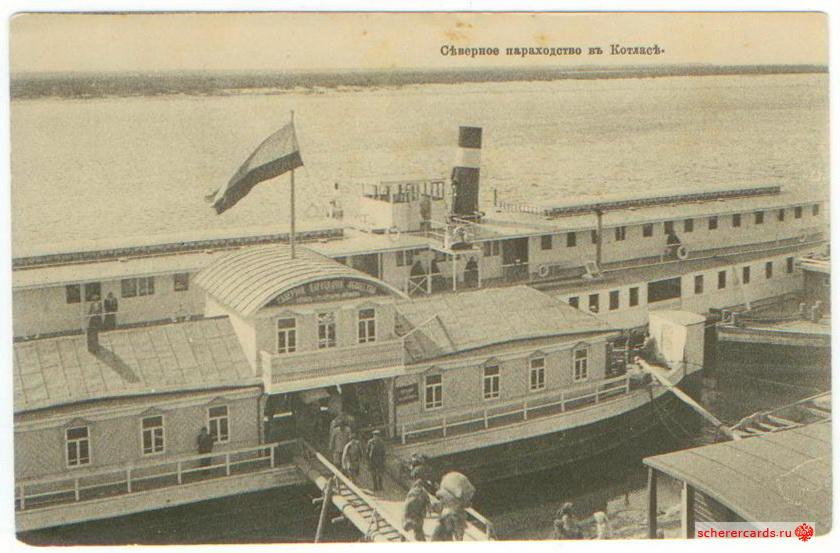
Северное пароходство в Котласе, 1907 год
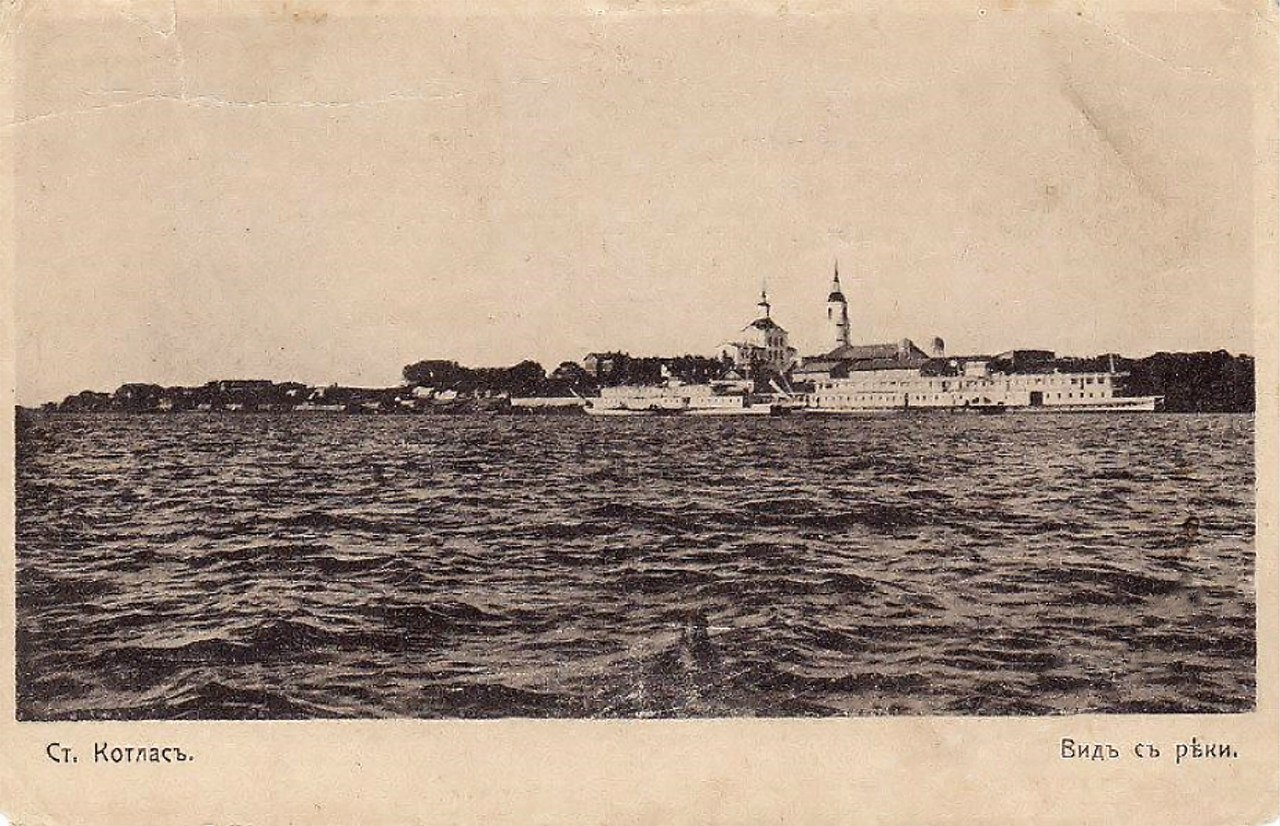
Вид с реки, 1916 г.
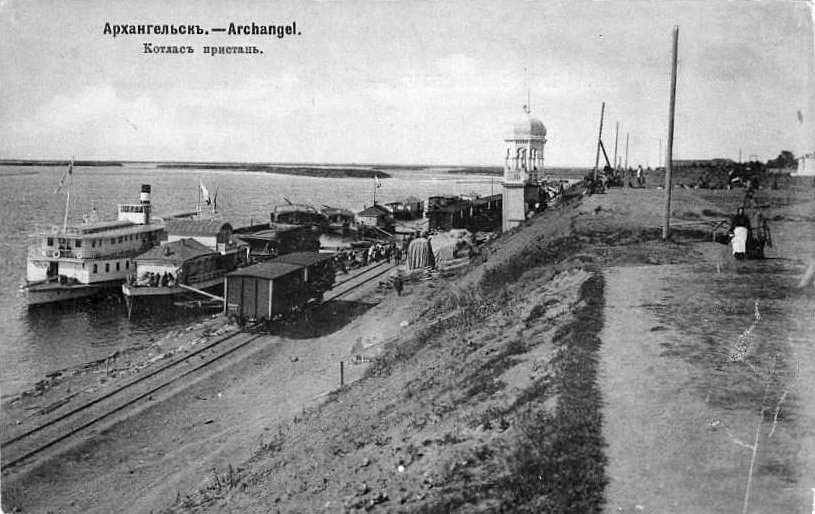
Пристань у Котласа в 1906 году
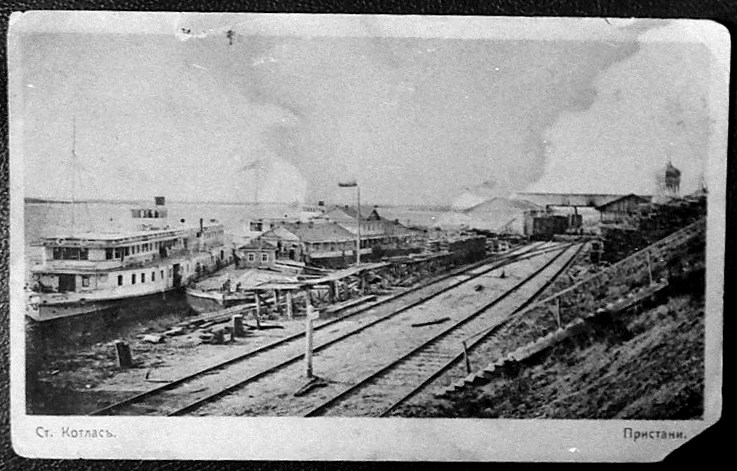
Пристань
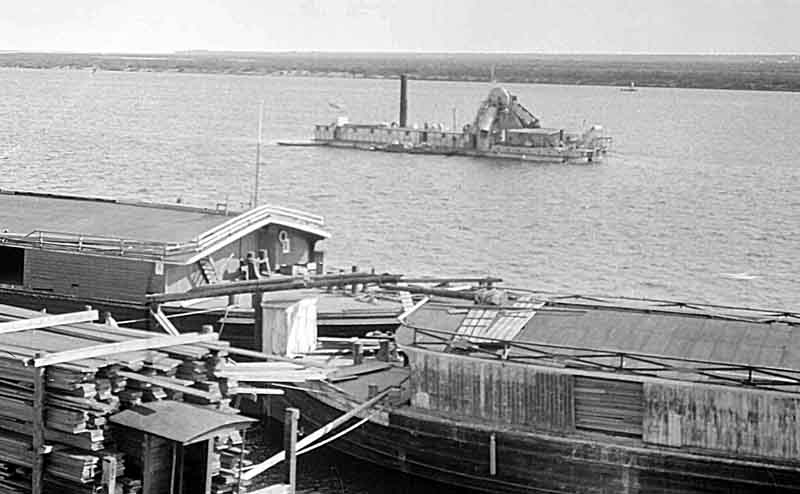
Землечерпалка, 1911 г.
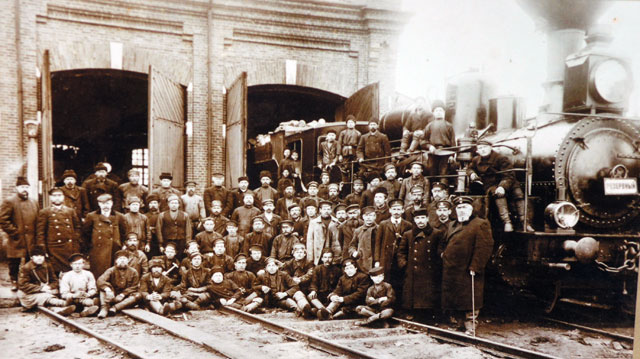
Рабочие депо Котлас, 1910 г.
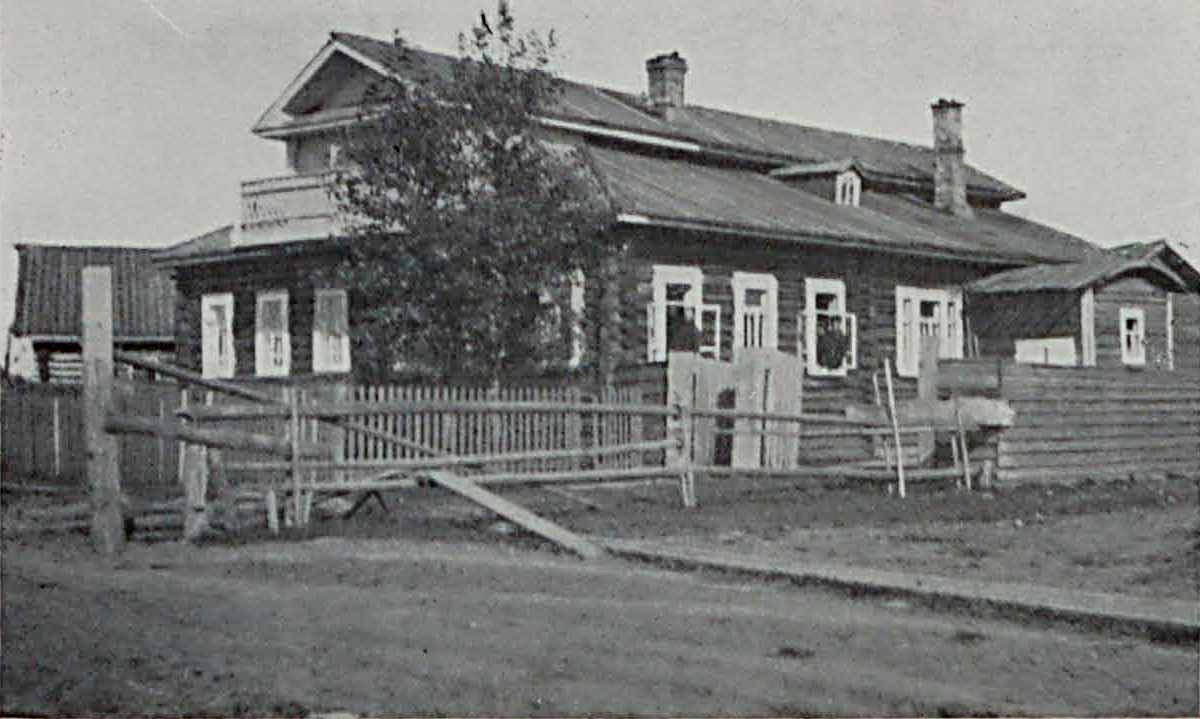
Контора партии исследования нижней части Вычегды, 1910 г.
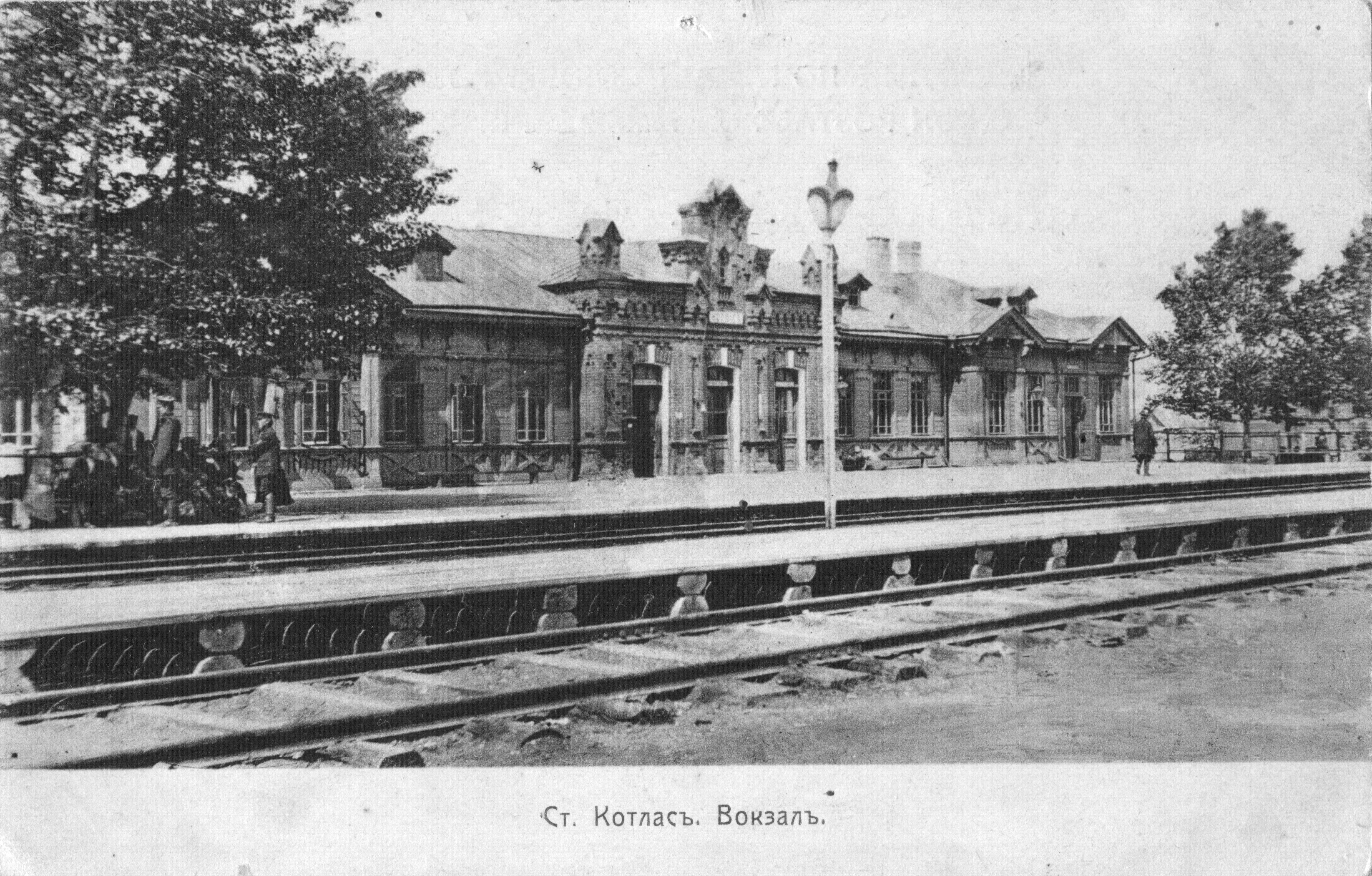
Вокзал
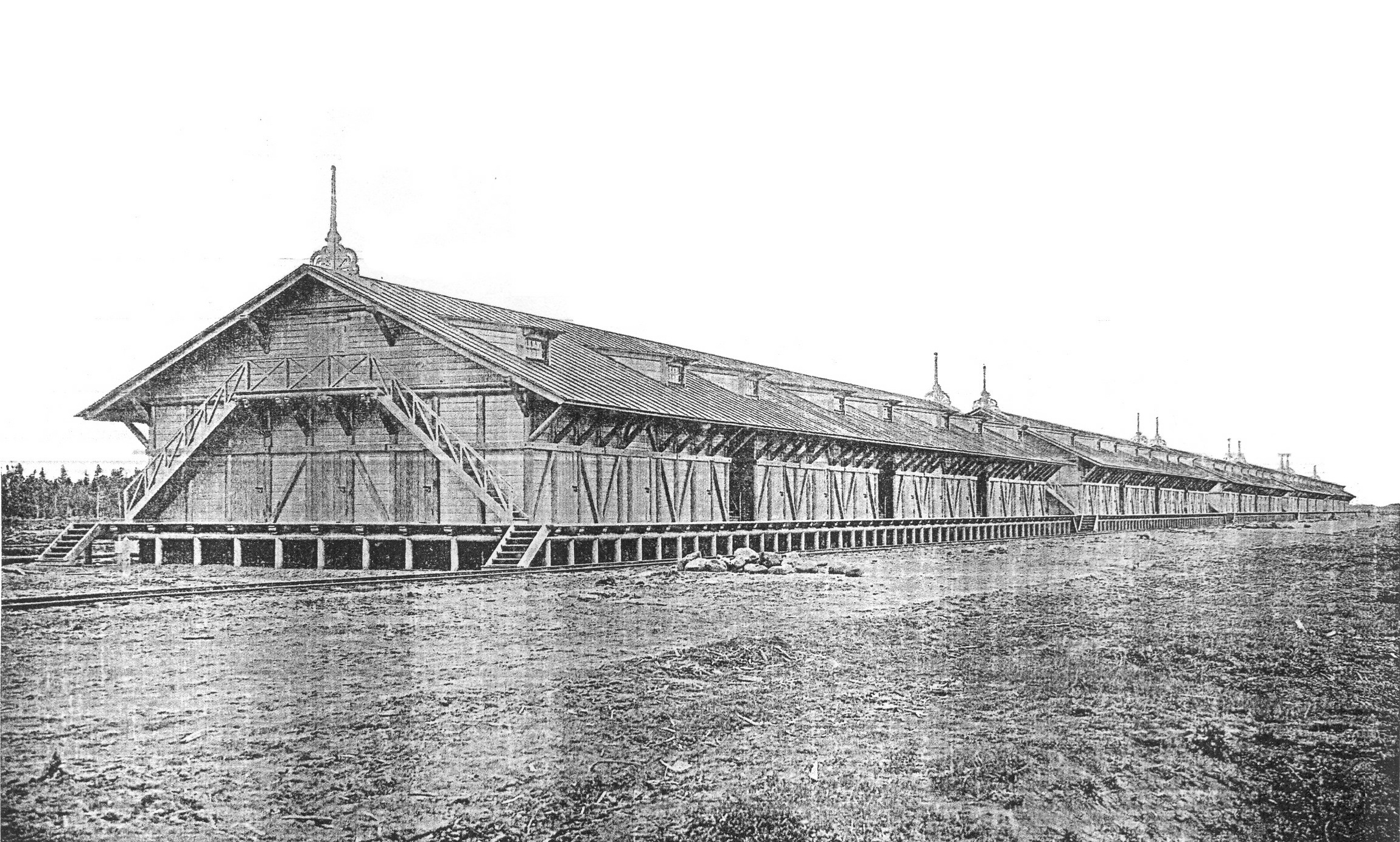
Зернохранилище
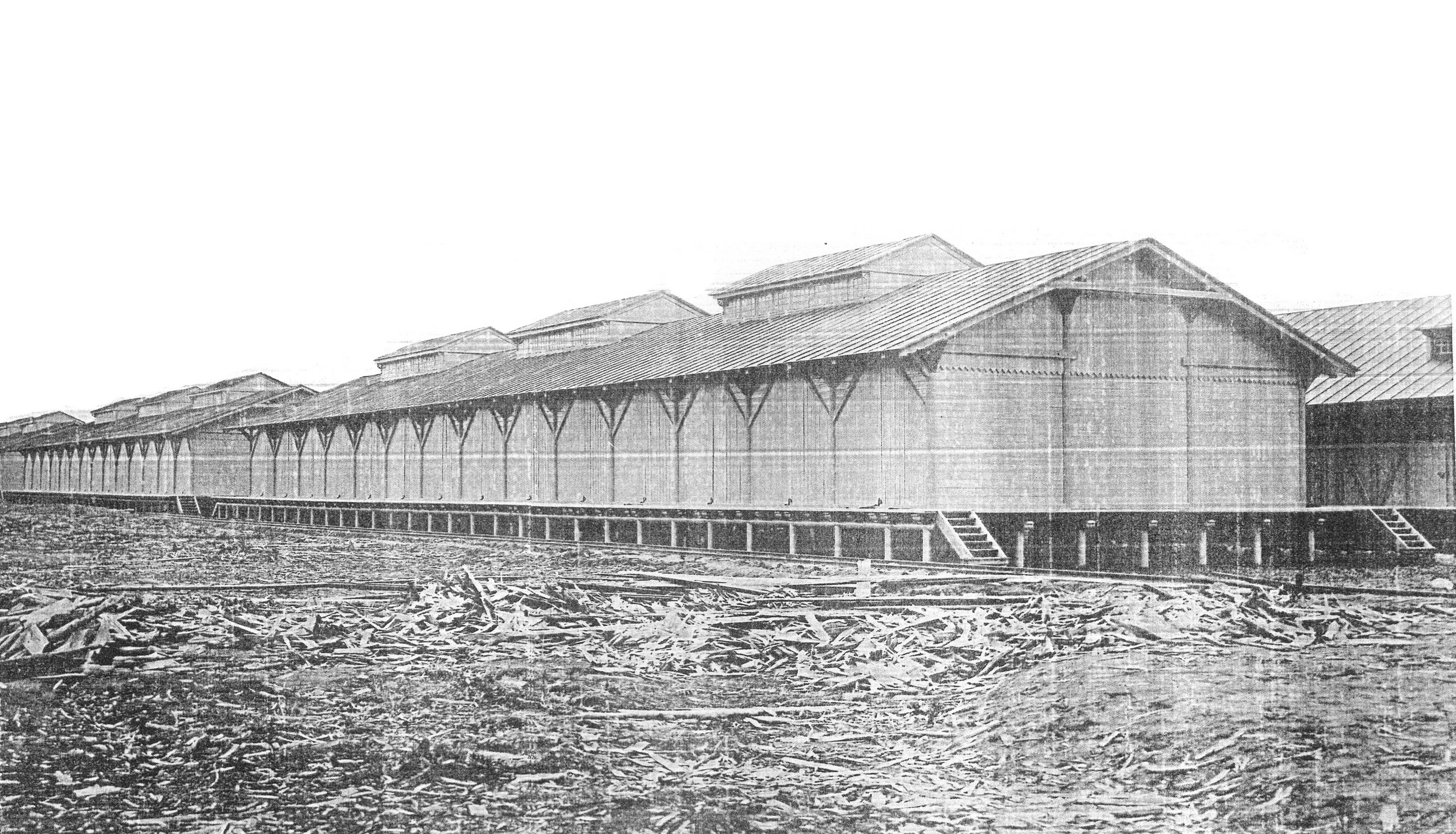
Товарный пакгауз
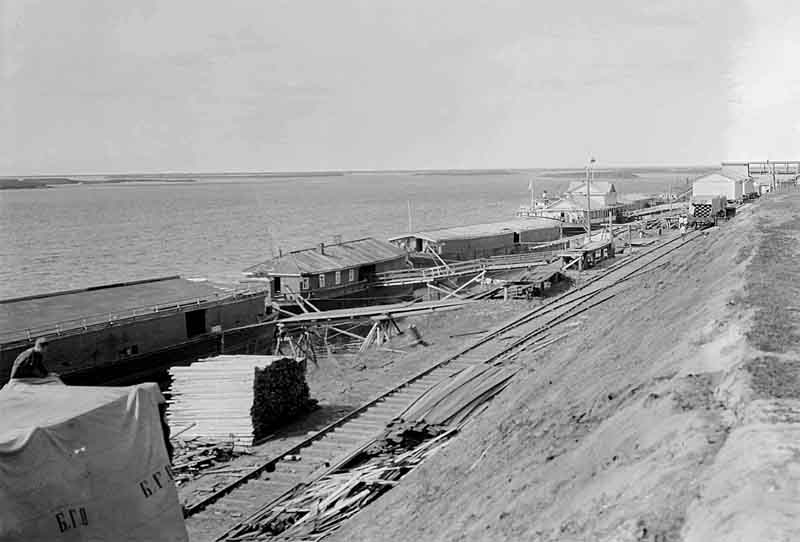
Пристань, 1911 г.

В конце XIX века Котлас и находившиеся вокруг него деревни, расположенные севернее и восточнее Котласа, принадлежали Сольвычегодскому уезду. Сам Котлас входил в Удимскую волость Велико-Устюжского уезда.

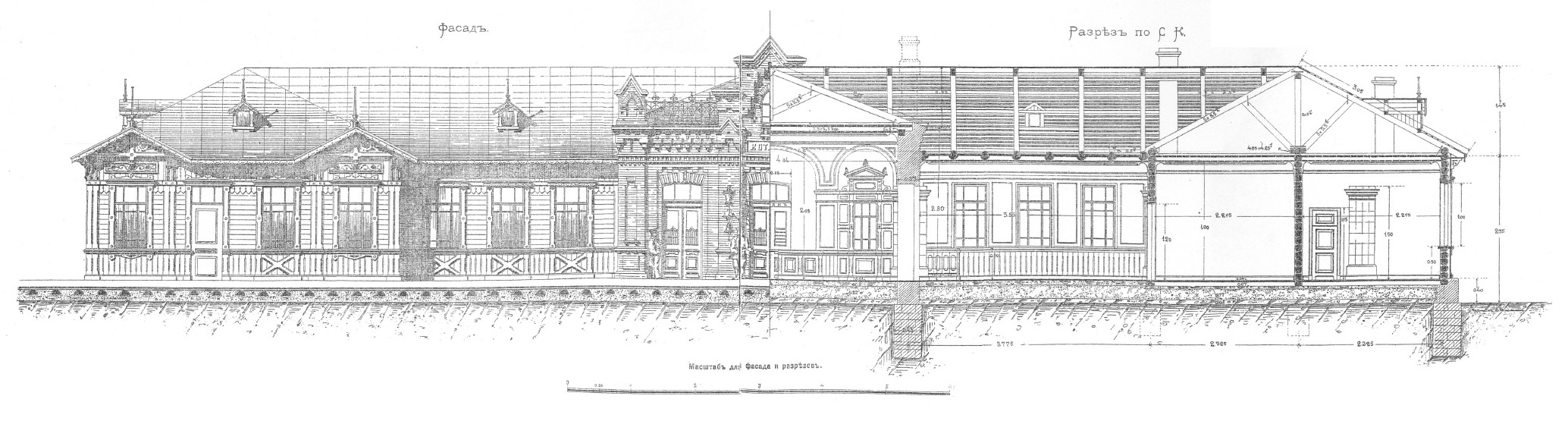
Станция Котлас (фасад и разрез)

Утверждённым 13 мая 1895 года положением соединённого присутствия комитета Сибирской железной дороги и департамента государственной экономии Государственного совета постановлено соорудить ширококолейный железнодорожный путь от станции Пермь Уральской линии до пристани Котлас на Северной Двине. Дорога составлялась из двух участков «Пермь — Вятка» и «Вятка — Котлас», различного значения:
- линия «Пермь — Вятка» являлась необходимым звеном в цепи железных дорог, соединяющих Великий Сибирский путь с Москвой и Петербургом;
- линия «Вятка — Котлас» предназначалась для доставки на север России дешёвого хлеба[17].

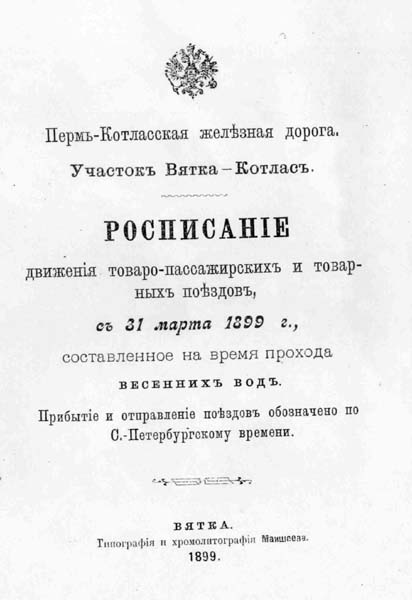
Обложка расписания движения поездов «Вятка — Котлас», 1899 год

В конце XIX века Котлас стал крупной железнодорожной станцией. В январе 1899 года была завершена постройка Пермь-Котласской железной дороги («Пермь — Вятка — Котлас») длиной 812 вёрст. Берега Северной Двины были укреплены, а внизу около самой реки прямо к пристаням были проложены рельсы. Грузы, прибывшие в Котлас по железной дороге, дальше уже отправлялись к Архангельску на пароходах.
А. Фирсов, около 1905 года посетивший Котлас, описывает город:

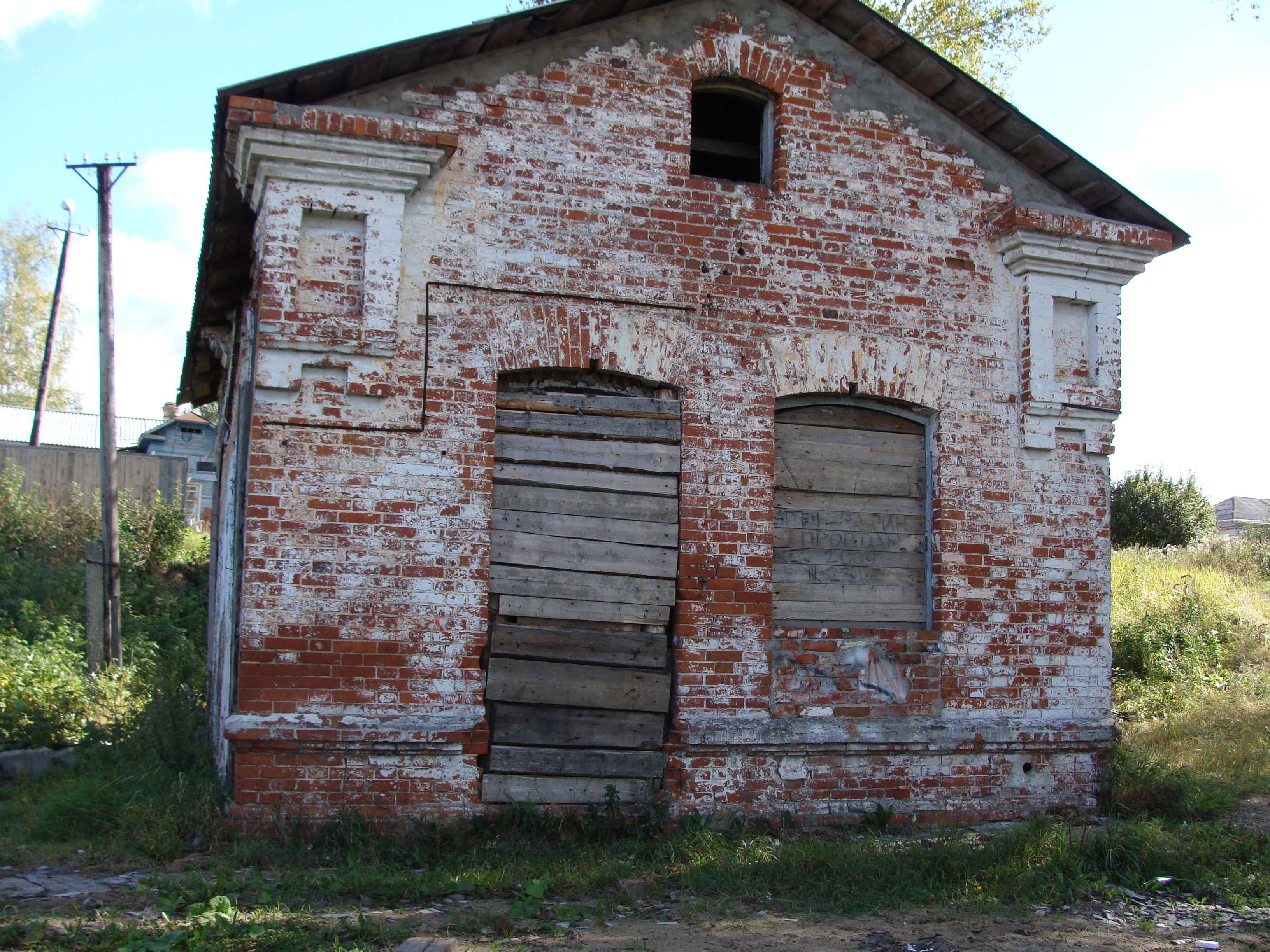
Водоподъёмное здание (конец XIX века)

Подошли к пристани, к слову сказать, во время вечерних стоянок парохода освещаемой электричеством, проводимым с парохода же. Берег очень высокий; на нём поставлен целый ряд товарных складов, от которых проведены к реке деревянные скаты для нагрузки грузов на суда. Внизу проложены железнодорожные пути. Само село очень невелико, и наибольшее число построек принадлежит железной дороге. Каменный храм велик, но самой ординарной архитектуры. Железнодорожный вокзал, одноэтажное кирпичное здание, отстоит от пристани почти па версту; пассажирам переправляться приходится пешком, а багаж, конечно, некрупный, перетаскивают мальчишки, во множестве толпящиеся на пристани. На противоположном берегу растянулось село Вондокурское, население которого в огромном количестве взращивает капусту, отправляемую в Сольвычегодск, Устюг и Вологду.
На берегу, над пристанью воздвигнута высокая триумфальная арка в честь посещения села великим князем Сергеем Александровичем. Над аркою устроен длинный балкон с башенками, откуда открывается чудный вид на далеко убегающую двинскую долину, окрестные селения и широкую стальную полосу реки.

Во время Первой мировой войны было решено доставлять уголь из Дании через Архангельск водным путём, на баржах до Котласа с перегрузкой на железную дорогу в Котласе. На острове (теперь полуостров) Михейков построили Угольный причал. В навигацию в 1915 году начались поставки угля. На острове были построены четыре барака и обнесены колючей проволокой. Для перегрузки использовался труд заключённых и военнопленных. Кроме угля, перегружались боеприпасы, колючая проволока, хлопок и другие стратегические грузы.
Во время гражданской войны Архангельск был взят интервентами и они продвигались по Северной Двине к Котласу. При подготовке к обороне красными было установлено несколько линий минных заграждений Двины, в 120 км от Котласа был перегорожен фарватер Двины. В ноябре 1918 красные сформировали 18 стрелковую дивизию, получившую название Котласской.
В 1917 году Временное правительство присвоило посёлку при станции Пермской железной дороги Котлас статус города.
В 1923 году Котлас состоял из четырёх деревень и посёлка железнодорожников.
Значение Котласского железнодорожного узла возросло в начале 30-х годов прошлого века. В 1930 году на станцию Котлас-Южный прибывало около 9 тыс. вагонов и порядка 11 тыс. вагонов отправлялось. Основные грузы — хлеб и лес. Перед Великой Отечественной войной грузооборот станции Котлас-Южный достигал 1 млн тонн в год.
17 февраля 1940 года Указом Президиума Верховного Совета РСФСР Котлас был выделен в самостоятельную административную единицу областного подчинения.

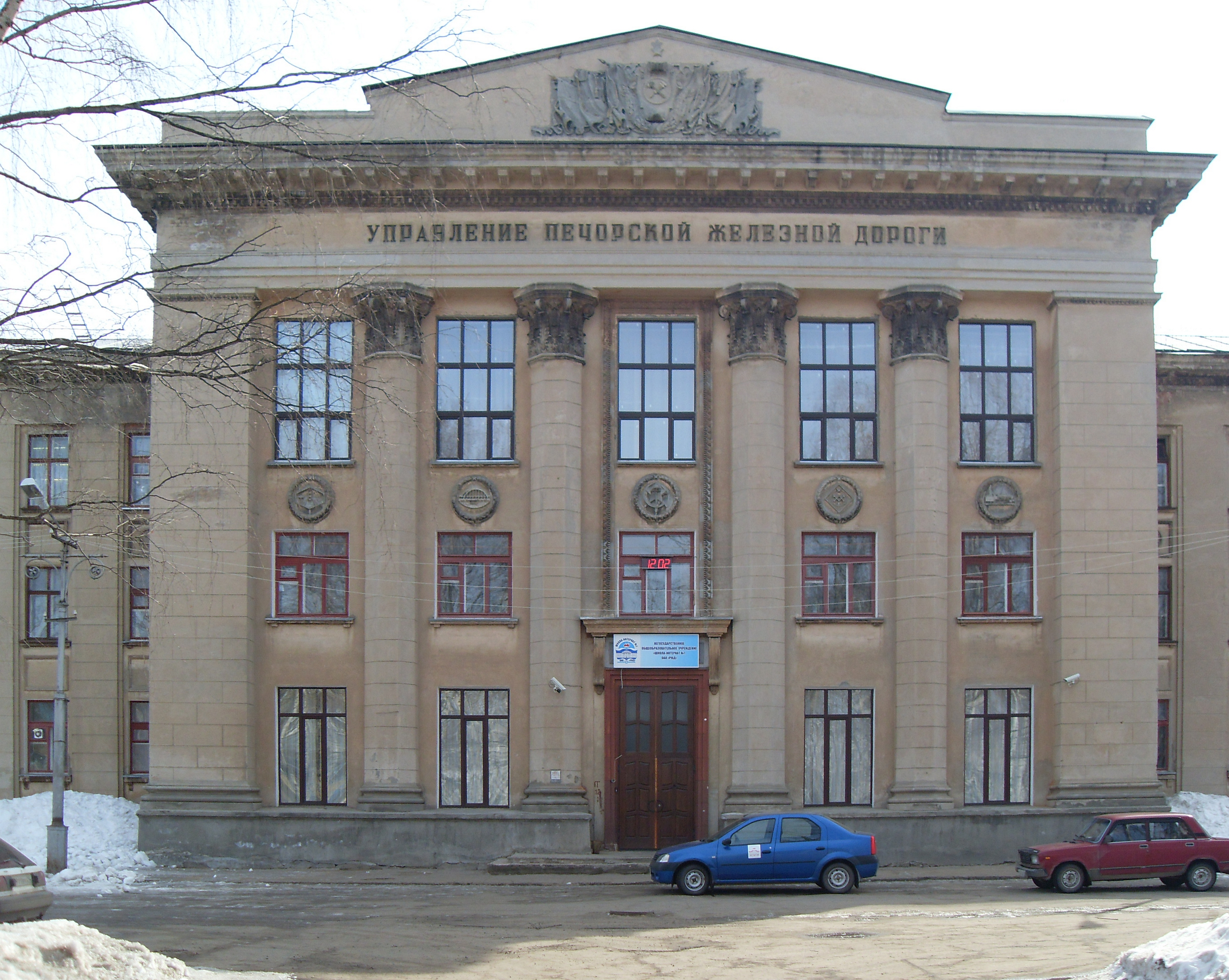
Здание, где находилось управление Печорской железной дороги

В годы войны после завершения строительства Северо-Печорской железной дороги Котлас превратился в крупный транспортный узел. 28 декабря 1941 года из Воркуты был отправлен первый поезд по новой магистрали. В середине лета 1942 г. Северо-Печорская магистраль была введена в постоянную эксплуатацию на участке «Воркута-Котлас-Коноша». С 1942 года Котлаский порт использовался для приёма грузов поступающих по северному маршруту программы ленд-лиза.
В госпитале пересыльного пункта Котласа в 1943 году скончался знаменитый польский актёр и режиссёр предвоенных лет Евгениуш Бодо (реабилитирован 18 октября 1991 года).
В 1957 году был построен новый железнодорожный вокзал.
11 марта 1987 года на Котласском комбинате хлебопродуктов произошёл взрыв мучной пыли на четвёртой силосной башне. Тушение пожара продолжалось трое суток. В первом корпусе больничного городка выбило стёкла на восточном фасаде, и серьёзно повредило стены.

## Административное устройство
В 2004 году был образован муниципальный район Котлас, состоявший из 2 городских поселений:
- Котласское городское поселение:
  - Котлас (административный центр муниципального района),
- Вычегодское городское поселение:
  - Вычегодский,
  - Свининская,
  - Слуда.

Эта структура встретила множество возражений, и в 2005 году муниципальное образование Котлас получило статус городского округа, состоящего из этих 4 населённых пунктов.
В Котласе находится центр сельского поселения Черёмушское Котласского района.

## Климат
Город Котлас приравнен к районам Крайнего Севера.
В Котласе умеренно континентальный климат с продолжительной зимой и коротким тёплым летом.
- Среднегодовая температура — +2,0 C°
- Среднегодовая скорость ветра — 3,2 м/с
- Среднегодовая влажность воздуха — 79 %

| Показатель                    | Янв.  | Фев.  | Март | Апр.  | Май   | Июнь | Июль | Авг. | Сен. | Окт.  | Нояб. | Дек.  | Год   |
| ----------------------------- | ----- | ----- | ---- | ----- | ----- | ---- | ---- | ---- | ---- | ----- | ----- | ----- | ----- |
| Абсолютный максимум, °C       | 5,5   | 4,3   | 14,5 | 26,9  | 33,0  | 33,9 | 35,5 | 35,2 | 28,7 | 21,6  | 10,6  | 5,5   | 35,5  |
| Средний суточный максимум, °C | −9,6  | −7,6  | −0,1 | 7,9   | 15,6  | 20,9 | 23,5 | 19,5 | 13,0 | 5,3   | −3,1  | −7,4  | 6,5   |
| Средняя температура, °C       | −13   | −11,4 | −4,6 | 2,5   | 9,3   | 14,9 | 17,6 | 14,1 | 8,6  | 2,5   | −5,6  | −10,5 | 2,0   |
| Средний суточный минимум, °C  | −16,8 | −15,3 | −8,9 | −2,2  | 3,6   | 9,1  | 12,0 | 9,5  | 5,0  | 0,0   | −8,3  | −13,8 | −2,2  |
| Абсолютный минимум, °C        | −47,1 | −44,9 | −36  | −29,9 | −12,8 | −3   | −0,8 | −3,6 | −7,1 | −22,5 | −36,8 | −44,9 | −47,1 |
| Норма осадков, мм             | 37    | 29    | 28   | 31    | 47    | 68   | 74   | 65   | 53   | 52    | 49    | 43    | 576   |
| Источник: Погода и климат     |       |       |      |       |       |      |      |      |      |       |       |       |       |

## Население
| 1911    | 1926    | 1931    | 1939    | 1959    | 1962    | 1967    | 1970    | 1973    | 1976    | 1979    | 1982    |
| ------- | ------- | ------- | ------- | ------- | ------- | ------- | ------- | ------- | ------- | ------- | ------- |
| 600     | ↗4000   | ↗5500   | ↗17 300 | ↗52 608 | ↗56 000 | ↗61 000 | ↘55 661 | ↗57 000 | ↗59 000 | ↗61 454 | ↗64 000 |
| 1986    | 1987    | 1989    | 1992    | 1996    | 1998    | 2000    | 2001    | 2002    | 2003    | 2005    | 2006    |
| ↗69 000 | →69 000 | ↘68 021 | ↗68 700 | ↘67 600 | ↘66 900 | ↘66 200 | ↘65 500 | ↘60 647 | ↘60 600 | ↘59 600 | ↘59 400 |
| 2007    | 2008    | 2009    | 2010    | 2011    | 2012    | 2013    | 2014    | 2015    | 2016    | 2017    | 2018    |
| ↘59 300 | ↘59 200 | ↘59 057 | ↗60 562 | ↗60 600 | ↘60 329 | ↗60 348 | ↗60 532 | ↗60 981 | ↗61 512 | ↗61 902 | ↘61 805 |
| 2019    | 2020    | 2021    | 2023    | 2025    |         |         |         |         |         |         |         |
| ↗61 821 | ↗61 990 | ↘56 093 | ↗56 122 | ↘55 614 |         |         |         |         |         |         |         |

На 1 января 2025 года по численности населения город находился на 285-м месте из 1124 городов Российской Федерации.

## Символы города
В 2007 году начались работы по созданию гимна города. Была создана комиссия по выбору гимна. Текст, представленный на рассмотрение, должен был содержать исторические или географические данные. В начале 2010 года были отобраны 7 вариантов текста. После этого комиссия рассмотрела все варианты музыки к ним, которые предложили котласские музыканты. 27 мая 2010 года было утверждено положение о гимне Котласа. Автором слов гимна стал Николай Завадский, а музыки — Сергей Абрамов.

## Котласлаг
6 июня 1931 года был образован Котласский пересыльный пункт Усть-Вымского ИТЛ ОГПУ. Его профилем было хранение, транспортировка грузов в лагеря Коми АССР и переотправка этапов заключённых. С 1938 года Котласская пересылка являлась самостоятельным учреждением ГУЛАГа. С мая 1940 года пересыльный пункт преобразован в Котласский отдел Главного управления лагерей железнодорожного строительства ГУЛЖДС. С этого времени количество заключённых составляло от 6 до 7 тысяч:с. 411.

## Транспорт

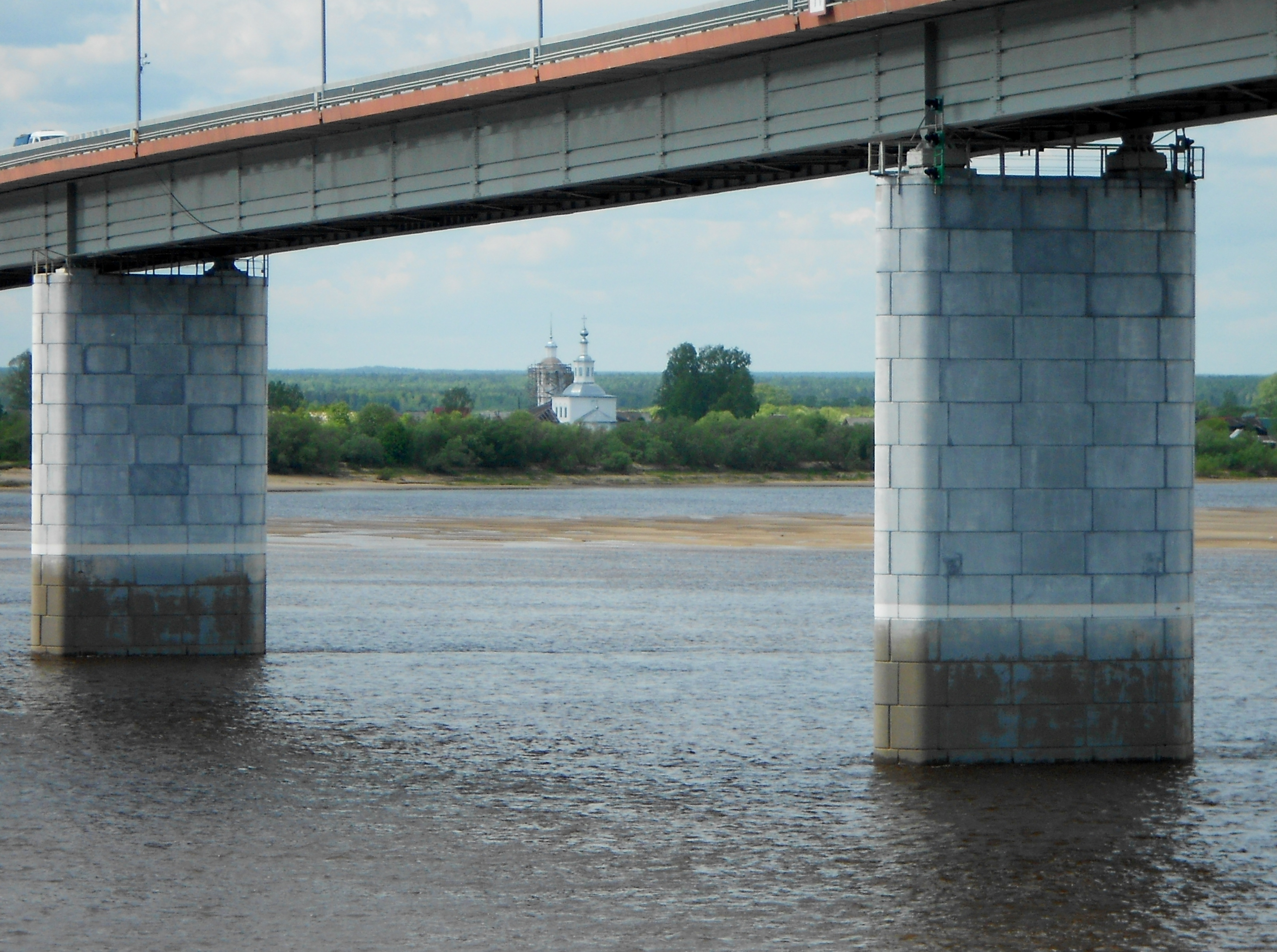
Мост через Северную Двину

В транспортную систему города входит аэропорт, который по состоянию на июль 2022 г. принимает рейсы из С-Петербурга (авиакомпания РусЛайн), Москвы (аэропорт Шереметьево, авиакомпания Северсталь) и Архангельска (аэропорт Васьково, рейс выполняет 2-й Архангельский объединенный авиаотряд). Железнодорожные станции Котлас-Южный, Котлас-Северный и Котлас-Узловой.
Построенный в 2001 году мост через Северную Двину обеспечил связь Котласа по автодороге с Архангельском, Вологдой и др. С одной стороны, это послужило толчком к развитию промышленности и увеличению объёмов производства, с другой, увеличило конкуренцию, допустив на котласский рынок товары из других регионов.

## Экономика
Основа экономики Котласа — железная дорога и связанные с ней предприятия. Эта отрасль приносит 40-45 % всех поступлений в бюджет городского округа Котлас. Градообразующее предприятие — Сольвычегодское отделение Северной железной дороги расположено в посёлке Вычегодском. В сфере железнодорожного транспорта существует постоянный спрос на квалифицированные кадры, а зарплаты выше, чем в среднем по городу.
Доля промышленности в отраслевой структуре экономики Котласа составляет 16 %. Большинство предприятий советского периода сумели сохранить свой профиль при переходе на рыночную экономику. Исключение составили мясокомбинат, после банкротства проданный по частям, и хлебокомбинат, который оказался слишком велик для современных условий. Вероятно, избежать других банкротств помогло вмешательство местной администрации, контролировавшей все процедуры банкротства и назначение управляющих, а также помогавшей в поиске инвесторов. Тем не менее, некоторые предприятия сократили объёмы и ассортимент производства.

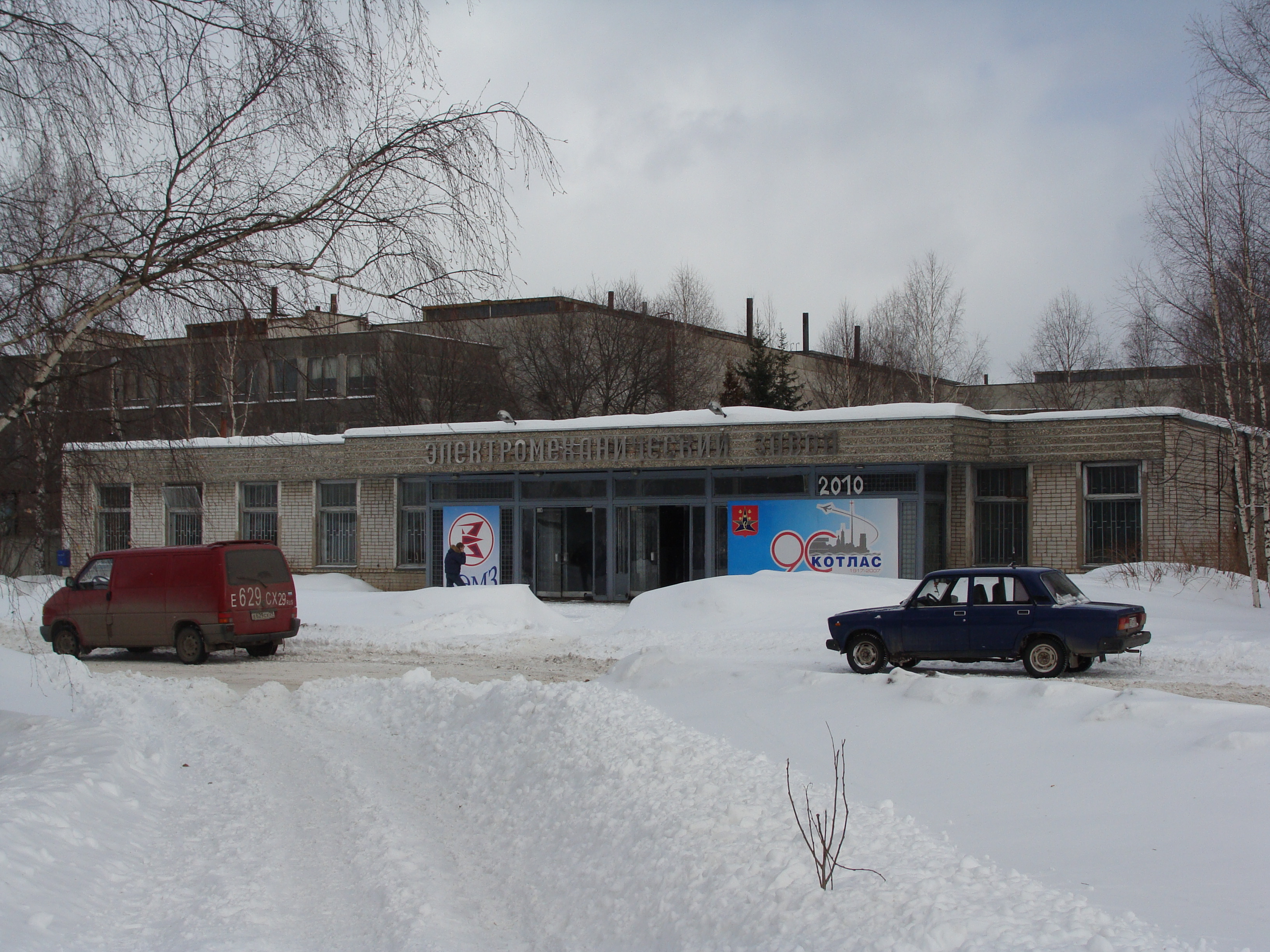
Котласский электромеханический завод

Серьёзной проблемой для экономики Котласа является отсутствие производства электроэнергии. Цена на электроэнергию в районе на 80 % выше, чем в соседних регионах. Город обеспечивается электричеством от Северодвинской и Архангельской ТЭЦ, работающих на привозном угле и мазуте, и от энергоузла Котласского ЦБК, который работает на газе. Проведение газопровода высокого давления к Архангельску и Северодвинску должно снизить себестоимость продукции и положительно повлиять на развитие промышленности в городе.
Основные сферы промышленности Котласа: машиностроение и металлообработка (49 %), лесная и деревообрабатывающая промышленность (22 %), пищевая (16 %), 6 % производства приходится на строительство. В постперестроечные годы после прекращения финансирования строительства жилья из федерального и ведомственных бюджетов эта сфера производства в Котласе практически сошла на нет. В 2000-х годах объёмы производства резко увеличились, так, за 2007 год они выросли на 38 %. Большая часть строительства ведётся на средства частных инвесторов. Строящиеся квартиры пользуются спросом у горожан и привлекают в город военнослужащих в запасе, реализующих жилищные сертификаты.
Сфера услуг в городе развита недостаточно, это касается бытовых, специализированных её отраслей. В 2008 году муниципальное предприятие, занимающееся пассажирскими перевозками, прошло процедуру банкротства и рынок был занят частными перевозчиками.
Основные предприятия города:
- ООО «КЗСК-Сбыт»;
- ООО «КЗСК-С»;
- ООО «КЗСК»;
- ООО «Котласский завод»;

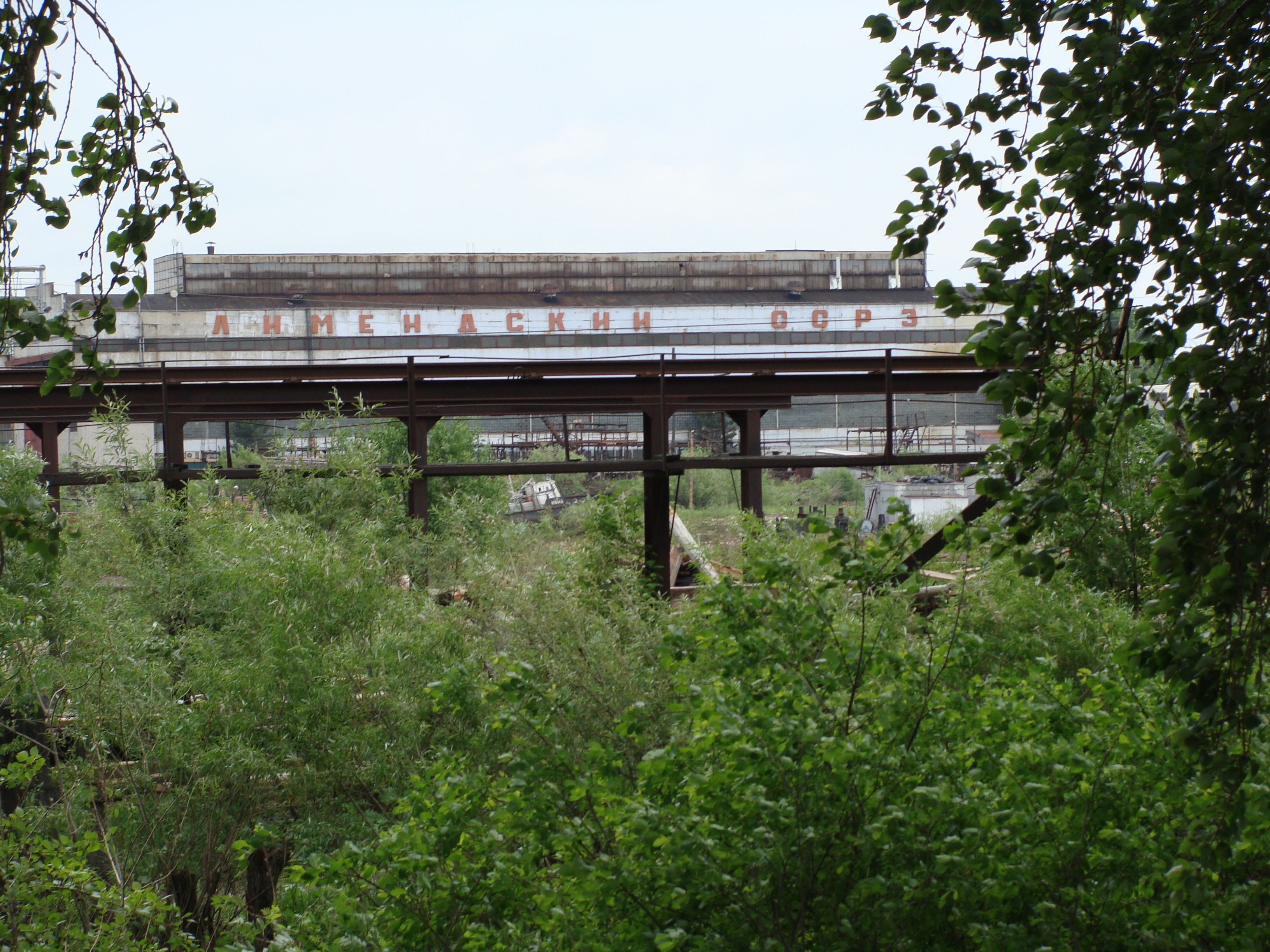
«Лимендский судостроительно-судоремонтный завод»

- ООО «Лимендский судостроительный завод»;
- Аэропорт Котлас, ОАО «2-й Архангельский объединённый авиаотряд »;
- ГОУП «Пищекомплекс Котласский» (Ликвидировано);
- Котласский порт, филиал ОАО «Северное речное пароходство»;
- Лимендская база обслуживания флота, представительство ОАО «Северное речное пароходство»;
- ООО «Птицефабрика Котласская»;
- АО «Котласский электромеханический завод»;
- ОАО «Лимендский судостроительно-судоремонтный завод» (Ликвидировано);
- ОАО РЖД ВЧ-6, ЛВЧД-12, ПЧ-26;
- ООО «Издательский дом Юг Севера»;
- ООО «Котласский лесопильно-деревообрабатывающий комбинат» (Ликвидировано);
- ФБУ «Севводпуть» (Северодвинское ГБУВПиС).

## Культура
В городе действуют:
- Котласский драматический театр;
- Котласский краеведческий музей;
- Котласский Дворец культуры;
- Дом культуры «Октябрь»;
- Котласская детская школа искусств № 7 «Гамма»;
- Центр народного творчества;
- Галерея искусств «КвадАрт»;
- Кинотеатр «РубЛион-Синема».

## Достопримечательности

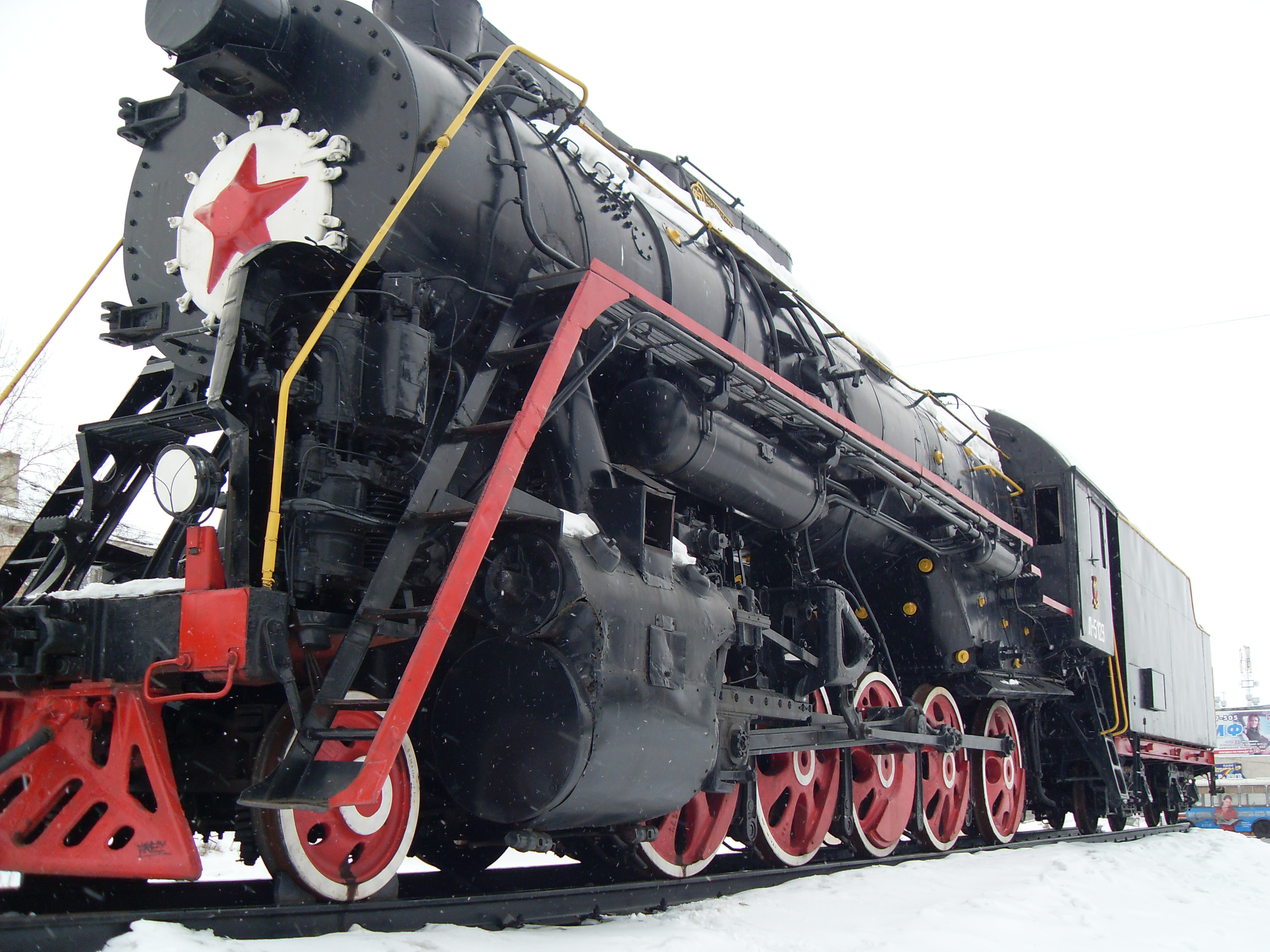
Паровоз-памятник, установлен рядом с вокзалом

- Памятник бойцам Северо-Двинской военной речной флотилии в Котласе установлен на берегу Северной Двины 1 ноября 1987 года. Его авторы — архитектор И. А. Шадрин и скульптор Валентин Михалёв[61][62].
- Мотомузей Котласа (ул. Маяковского 32), в экспозиции которого представлены мотоциклы, мопеды, фотографии городских соревнований по мотокроссу.
- Двинопарк на улице Виноградова со скульптурами животных северодвинской фауны, живших во время пермского периода (265,0—252,3 млн лет назад), в том числе двинии и котлассии, названной по имени города Котласа[63].

## Религия
В городе действует Никольская церковь 1825 года постройки и Владимирский храм. Ансамбль расположен на берегу реки Северная Двина 

## Средства массовой информации

### Телевизионное вещание
- 2 ТВК — НТВ (эфирное аналоговое ТВ)
- 4 ТВК — РЕН ТВ / «Информационная компания МО КОТЛАС» (эфирное аналоговое ТВ).Отключён с 15.01.2018
- 8 ТВК — Первый канал (эфирное аналоговое ТВ)
- 11 ТВК — Россия 1 / ГТРК Поморье (эфирное аналоговое ТВ)
- 25 ТВК — РТРС-1 (первый мультиплекс — цифровое эфирное ТВ)
- 27 ТВК — Пятый Канал (эфирное аналоговое ТВ)
- 35 ТВК — Матч ТВ (эфирное аналоговое ТВ)
- 39 ТВК — Россия К (эфирное аналоговое ТВ)
- 44 ТВК — РТРС-2 (второй мультиплекс — цифровое эфирное ТВ)

### Печатные
- «Вечерний Котлас» — независимая общественно-политическая газета. Издаётся с 1991 года. Тираж 6000 экз. Уже не издаётся.
- «Двинская Правда» — старейшая газета города (основана 14 сентября 1930 года).
- «Котлас-точка» — городская молодёжная газета.
- «Новодвинский рейтинг» — рекламное издание. Тираж 27500 экз.
- «Юг Севера»[65] — рекламно-информационное издание. Издаётся с 1998 года. 32 страниц А3, полноцвет. Тираж 42500 экз. Распространяется бесплатно.

### Интернет СМИ
- «Kotlas-city.ru»[59] — Официальный сайт администрации Котласа.
- «Kotlas-info.ru»[66] — Котласский городской информационный портал.

## Города — побратимы
- Уотервилл (США)
- Тарнув (Польша)
- Бахчисарай (Крым)
- Микунь (Коми)
- Лобня (Московская обл.)

## Отражение в кинематографе
В фильме Стенли Кубрика «Доктор Стрейнджлав, или Как я перестал бояться и полюбил бомбу», Котлас подвергается атомной бомбардировке, что запускает машину судного дня, и, как следствие, приводит к ядерному апокалипсису.
Так же в посёлке Вычегодский происходили съёмки эпизода документального фильма о России: «National Geographic. Винни Джонс: Реально о России: Железнодорожники».

## Отражение в литературе
«Поднятая целина» Михаила Шолохова:

— Откуда ты?.. — спросил он, поражённый встречей, всем видом страшно исхудалого, неузнаваемо изменившегося Тимофея.

— Откуда не возвертаются… Из ссылки… Из Котласу.

— Неужли убёг?

— Убёг…

Пришвин М. М., повесть-сказка «Корабельная чаща» из книги «Глаза земли»:

Так было в ту ночь, когда вдруг из лесов бросились реки и вся присухонская низина сделалась морям. Тогда из Сокола в Котлас на всех парах мчался буксирный пароходик с начальниками, хорошо знавшими Мануйлу по прежним сплавам.
Какой тут мог быть разговор о каких-то своих маленьких частных делах, когда реки поднимают и выпирают лес в глубинных заломах, когда даже все служащие в той же Верхней Тойме, бывало, и сам прокурор с баграми в руках спешат на помощь бурлакам.

Дьяконов В. Б. Я, лагерная пыль, свидетельствую / [лит. запись Ю. М. Мирошниченко]

Город в городе — Котласский пересыльный лагерь — пересылка Подъездные железнодорожные пути. Пакгаузы. Огромный, в три этажа, дом-барак. Палатки Брезентовый временный рай на 30 тысяч человек. «Рыскало». Собаки, Вышки. Пулемёты. Полоса вспаханной земли. «Вышел на полосу — стреляем на поражение». Колючая проволока. Длинный ряд уборных Два барака образуют зону. 12 зон.

Северо-Печорская железная дорога — спрут. Питается зеками из Котласа.

А. И. Солженицын. «Архипелаг ГУЛАГ»:
Напряжённей и откровенней многих была Котласская пересылка…. Это просто был участок земли, разделённый заборами на клетки, и клетки все заперты. Хотя здесь уже густо селили мужиков, когда ссылали их в 30-м (надо думать, что крыши над ними не бывало, только теперь некому рассказать), однако и в 38-м далеко не все помещались в хлипких одноэтажных бараках из горбылька, крытых… брезентом. Под осенним мокрым снегом и в заморозки люди жили здесь просто против неба на земле. Правда, им не давали коченеть неподвижно, их всё время считали, бодрили проверками (бывало там 20 тысяч человек единовременно) или внезапными ночными обысками. — Позже в этих клетках разбивали палатки, в иных возводили срубы — высотой в два этажа, но чтоб разумно удешевить строительство, — междуэтажного перекрытия не клали, а сразу громоздили шестиэтажные нары с вертикальными стремянками по бортам, которыми доходяги и должны были карабкаться как матросы. — В зиму 1944-45 года, когда все были под крышей, помещалось только семь с половиной тысяч, из них умирало в день — пятьдесят человек, и носилки, носящие в морг, не отдыхали никогда. (Возразят, что это сносно вполне, смертность меньше процента в день, и при таком обороте человек может протянуть до пяти месяцев. Да, но ведь и главная-то косиловка — лагерная работа, тоже ведь ещё не начиналась. Эта убыль в две трети процента в день составляет чистую усушку, и не на всяком складе овощей её допустят).

## Почётные граждане города
- Аввакумова Анастасия Алексеевна (1909—1996)
- Антоновский Владимир Вячеславович
- Боголюбова Зоя Капитоновна (1937—2002)
- Бугай Дмитрий Иванович
- Вахрушев Алексей Алексеевич (род. 1942)
- Голубцова Алевтина Павловна
- Гулякин Николай Фёдорович
- Елсаков Георгий Николаевич
- Кабаков Анатолий Михайлович (1940—1991)
- Ковригин Вениамин Иосифович (1924—1981)
- Меркушев Александр Максимович (1918—1991)
- Минков Исаак Абрамович (1911—1985)
- Нюхина Валентина Александровна
- Омельчук Степан Григорьевич (род. 1932)
- Первушин Леонид Семёнович
- Ракитин Василий Федотович
- Селиванов Григорий Иванович
- Третьякова Маргарита Николаевна
- Туробова Елизавета Сергеевна (1904—1978)
- Шубин Дмитрий Петрович (1921—1996)
- Чирков Юрий Иванович
- Хмельнова Дина Тимофеевна
- Ярманова Нина Никаноровна (1930—2010)